# 芙蓉集團
芙蓉集團（日语： Fuyō Gurūpu */?），是日本的一個大型財團，其歷史可以追溯到安田財閥、淺野財閥和大倉財閥，是第二次世界大戰後日本財閥解體的結果。1948年安田財閥解體，其金融部門安田銀行改名為富士銀行，亦成為了日後芙蓉集團的核心業務。富士銀行於1955年策劃了丸紅株式會社與高島屋的合併，為富士的客戶創造了一個強大的貿易合作夥伴。芙蓉集團的發展於1960年代上旬開始主要集中於丸紅和富士銀行，與第一勸銀集團和三和集團的發展並行。2000年，富士銀行與第一勸業銀行和日本興業銀行合併，組成了瑞穗金融集團。此後，芙蓉集團的業務以丸紅、明治安田人壽和安田火災及海上保險（今損害保險日本興亞）為主。

## 集團業務

### 原安田財閥
- 瑞穗金融集團（原富士銀行）
  - 瑞穗銀行 - 由富士銀、第一勸銀、興銀三家銀行合併而成[4]
  - 瑞穗信托银行（原安田信托银行）[5]
  - 瑞穗證券
  - 芙蓉綜合租賃
- 損害保險日本興亞（原安田火災）
- 東京建物[6]
- 明治安田生命保險 - 繼承原安田生命保險，但為三菱金曜會會員企業(原明治生命保險隸屬於三菱集團。
- 安田不動產
- 京濱急行電鐵

### 原鮎川財閥
春光集團（舊日產・舊日立）
- 日冷（原日本冷藏）- 最初是富士、勧銀、興銀三家銀行共同融資的，但在第一次重組後（2000年代），轉而親近UFJ銀行（原三和・東海）
- 日產汽車 - 與法國雷諾汽車相互持股15.0%
- 日本水產
- 日油（舊日本油脂）
- 日立製作所（與原三和銀行關係密切）

### 原淺野財閥
- JFE控股（原日本鋼管）
  - EXA（日语：エクサ (企業)）（1987年从日本钢管独立） [7]
  - JFE钢铁（原日本鋼管） [8]
  - 大陽日酸（日语：日本酸素ホールディングス）（原日本酸素，與三菱系大陽東洋酸素合併後，三菱化學控股成為主要股東）
- 太平洋水泥（原淺野水泥、日本水泥）[9]
- 東亞建設工業（英语：TOA Construction Corporation）
- 沖電氣工業
- 常磐興產（日语：常磐興産）（原磐城炭礦）[10]

### 原大倉財閥（日语：大倉財閥）
- 大成建設
- 大倉飯店

### 原根津財閥（日语：根津財閥）
- 札幌啤酒
- 東武鐵道
- 日清紡控股（日语：日清紡ホールディングス）
- 日新制粉集團（日语：日清製粉グループ本社）
- 日本精工

### 其它
- 佳能
- KYB
- 前田建設
- 丸紅株式會社
- 吳羽集團
- 松屋百貨
- 東京皇宮飯店
- 五洋建設
- 理光
- 昭和电工
- 山葉公司

## 伸延閱讀
- 政経通信社編集部『Fグループ 富士銀行系の企業集団』政経通信社編集部、1967年。
- 由井常彦編 『セゾンの歴史 下巻 変革のダイナミズム』 リブロポート、1991年。 ISBN 4845706253
- 菊地浩之『企業集団の形成と解体』日本経済評論社、2005年。ISBN 9784818817968
- 由井常彦、田付茉莉子、伊藤修 『セゾンの挫折と再生 Series SAISON 2』 山愛書院、2010年。ISBN 4434143131
- 菊地浩之 『三井・三菱・住友・芙蓉・三和・一勧 日本の六大企業集団』KADOKAWA（角川選書）、2017年。 ISBN 4047036110
- 前田裕之『実録・銀行 トップバンカーが見た 興亡の60年史』ディスカヴァー・トゥエンティワン、2018年。ISBN 4799322338